# 豆荚钳蛤
，是莺蛤目障泥蛤科钳蛤属的一种。主要分布于中国大陆、台湾，常栖息在潮间带岩礁中。以足丝附着在珊瑚礁、岩石或贝壳上。